# Љуан Кока
Љуан Кока (Призрен, 16. фебруар 1960) је ромски сценариста, новинар, политиколог и политичар из Србије. Дипломирао је на Факултету политичких наука у Београду.
Остварио значајну каријеру као медијски и друштвено-политички радник, нарочито на пољу заштите националних и етничких мањина. Као представник косовско-метохијских мањина учествовао је у преговорима на Међународној конференцији о решавању косовске кризе, одржане у замку Рамбује код Париза 1999. године.

### Сценаристика
Аутор је документарног филма о страдању Рома у Јасеновцу „А ти, Боже, преживи“, за који је добио трећу награду на телевизијском фестивалу у Неуму 1988. године.
Као запажени сценариста, стрипом се бавио од 1983. до 1987. објављујући у Ју стрип магазину. Најважнији стрипски серијали су му „Ворлох“ и „Нити снова о моћи“ са цртачем Зораном Туцићем и „Shine on you crazy diamond“ (1986-1987) са цртачем Вујадином Радовановићем.